# Coupe de Biélorussie de hockey sur glace
Le Coupe du Biélorussie est une compétition de hockey sur glace en Biélorussie opposant les meilleurs clubs biélorusses. Elle se déroule traditionnellement en début de saison. En 2013, cette compétition est renommée en l'honneur de Rouslan Saleï, joueur biélorusse mort dans l'accident d'avion ayant entraîné l'effectif du Lokomotiv Iaroslavl en septembre 2011.

## Palmarès
- 2003 : Keramin Minsk
- 2004 (mai) : HK Homiel
- 2004 (août) : HK Iounost Minsk
- 2005 : Dinamo Minsk
- 2006 : Dinamo Minsk
- 2007 : HK Homiel
- 2008 : Keramin Minsk
- 2009 : HK Iounost Minsk
- 2010 : HK Iounost Minsk
- 2011 : Metallourg Jlobine
- 2012 : HK Homiel
- 2013 : HK Iounost Minsk
- 2014 : HK Nioman Hrodna
- 2015 : HK Iounost Minsk
- 2016 : HK Nioman Hrodna
- 2017 : HK Homiel